# Paraphlepsius bifidus
Paraphlepsius bifidus är en insektsart som beskrevs av Sanders och Delong 1917. Paraphlepsius bifidus ingår i släktet Paraphlepsius och familjen dvärgstritar. Inga underarter finns listade i Catalogue of Life.